# اچ‌آر ۶۸۰۶
اچ‌آر ۶۸۰۶ یک ستاره است که در صورت فلکی زانوزده قرار دارد.